# Lista di asteroidi (305001-306000)
Di seguito una lista di asteroidi dal numero 305001 al 306000 con data di scoperta e scopritore.

## 305001-305100
| Nome     | Designazione provvisoria | Data di scoperta | Scopritore        |
| -------- | ------------------------ | ---------------- | ----------------- |
| 305001 - | 2007 TQ267               | 9 ottobre 2007   | Spacewatch        |
| 305002 - | 2007 TQ269               | 9 ottobre 2007   | Spacewatch        |
| 305003 - | 2007 TW289               | 12 ottobre 2007  | CSS               |
| 305004 - | 2007 TR290               | 12 ottobre 2007  | Mt. Lemmon Survey |
| 305005 - | 2007 TX319               | 12 ottobre 2007  | Spacewatch        |
| 305006 - | 2007 TC322               | 10 ottobre 2007  | LUSS              |
| 305007 - | 2007 TT328               | 11 ottobre 2007  | Spacewatch        |
| 305008 - | 2007 TU330               | 11 ottobre 2007  | Spacewatch        |
| 305009 - | 2007 TL331               | 11 ottobre 2007  | Spacewatch        |
| 305010 - | 2007 TM332               | 11 ottobre 2007  | Spacewatch        |
| 305011 - | 2007 TY334               | 11 ottobre 2007  | Spacewatch        |
| 305012 - | 2007 TB339               | 15 ottobre 2007  | Spacewatch        |
| 305013 - | 2007 TN343               | 10 ottobre 2007  | Mt. Lemmon Survey |
| 305014 - | 2007 TT355               | 11 ottobre 2007  | CSS               |
| 305015 - | 2007 TO357               | 13 ottobre 2007  | CSS               |
| 305016 - | 2007 TS360               | 14 ottobre 2007  | Mt. Lemmon Survey |
| 305017 - | 2007 TS361               | 14 ottobre 2007  | Mt. Lemmon Survey |
| 305018 - | 2007 TF362               | 14 ottobre 2007  | Mt. Lemmon Survey |
| 305019 - | 2007 TH362               | 14 ottobre 2007  | Mt. Lemmon Survey |
| 305020 - | 2007 TT363               | 14 ottobre 2007  | Mt. Lemmon Survey |
| 305021 - | 2007 TR381               | 14 ottobre 2007  | Spacewatch        |
| 305022 - | 2007 TK383               | 14 ottobre 2007  | Spacewatch        |
| 305023 - | 2007 TD384               | 14 ottobre 2007  | Mt. Lemmon Survey |
| 305024 - | 2007 TQ389               | 13 ottobre 2007  | CSS               |
| 305025 - | 2007 TQ391               | 15 ottobre 2007  | CSS               |
| 305026 - | 2007 TT395               | 15 ottobre 2007  | Spacewatch        |
| 305027 - | 2007 TW397               | 15 ottobre 2007  | Spacewatch        |
| 305028 - | 2007 TD400               | 15 ottobre 2007  | CSS               |
| 305029 - | 2007 TV403               | 15 ottobre 2007  | Spacewatch        |
| 305030 - | 2007 TZ404               | 15 ottobre 2007  | Spacewatch        |
| 305031 - | 2007 TG414               | 15 ottobre 2007  | CSS               |
| 305032 - | 2007 TT418               | 8 ottobre 2007   | Spacewatch        |
| 305033 - | 2007 TM419               | 14 ottobre 2007  | Mt. Lemmon Survey |
| 305034 - | 2007 TC421               | 11 ottobre 2007  | CSS               |
| 305035 - | 2007 TZ422               | 14 ottobre 2007  | Mt. Lemmon Survey |
| 305036 - | 2007 TK425               | 8 ottobre 2007   | Spacewatch        |
| 305037 - | 2007 TU425               | 8 ottobre 2007   | Mt. Lemmon Survey |
| 305038 - | 2007 TQ426               | 9 ottobre 2007   | Spacewatch        |
| 305039 - | 2007 TF434               | 8 ottobre 2007   | CSS               |
| 305040 - | 2007 TP436               | 13 ottobre 2007  | Mt. Lemmon Survey |
| 305041 - | 2007 TK449               | 9 ottobre 2007   | Spacewatch        |
| 305042 - | 2007 TV451               | 10 ottobre 2007  | Spacewatch        |
| 305043 - | 2007 UP1                 | 16 ottobre 2007  | BATTeRS           |
| 305044 - | 2007 UB8                 | 16 ottobre 2007  | CSS               |
| 305045 - | 2007 UV12                | 16 ottobre 2007  | Mt. Lemmon Survey |
| 305046 - | 2007 UL16                | 18 ottobre 2007  | Mt. Lemmon Survey |
| 305047 - | 2007 UV21                | 16 ottobre 2007  | Spacewatch        |
| 305048 - | 2007 UT23                | 16 ottobre 2007  | Spacewatch        |
| 305049 - | 2007 UZ23                | 16 ottobre 2007  | Spacewatch        |
| 305050 - | 2007 UT40                | 16 ottobre 2007  | Spacewatch        |
| 305051 - | 2007 UB42                | 16 ottobre 2007  | Mt. Lemmon Survey |
| 305052 - | 2007 US42                | 16 ottobre 2007  | Spacewatch        |
| 305053 - | 2007 US58                | 30 ottobre 2007  | Mt. Lemmon Survey |
| 305054 - | 2007 UY60                | 30 ottobre 2007  | Mt. Lemmon Survey |
| 305055 - | 2007 UD62                | 30 ottobre 2007  | Mt. Lemmon Survey |
| 305056 - | 2007 UD65                | 30 ottobre 2007  | CSS               |
| 305057 - | 2007 UL65                | 31 ottobre 2007  | Spacewatch        |
| 305058 - | 2007 UP72                | 31 ottobre 2007  | Mt. Lemmon Survey |
| 305059 - | 2007 UL76                | 31 ottobre 2007  | Mt. Lemmon Survey |
| 305060 - | 2007 UY77                | 30 ottobre 2007  | Spacewatch        |
| 305061 - | 2007 UA80                | 31 ottobre 2007  | Mt. Lemmon Survey |
| 305062 - | 2007 UA83                | 30 ottobre 2007  | Spacewatch        |
| 305063 - | 2007 UQ83                | 30 ottobre 2007  | Spacewatch        |
| 305064 - | 2007 UM85                | 30 ottobre 2007  | Spacewatch        |
| 305065 - | 2007 UF86                | 30 ottobre 2007  | Spacewatch        |
| 305066 - | 2007 UU96                | 30 ottobre 2007  | Spacewatch        |
| 305067 - | 2007 UO98                | 30 ottobre 2007  | Spacewatch        |
| 305068 - | 2007 UY99                | 30 ottobre 2007  | Spacewatch        |
| 305069 - | 2007 UD100               | 30 ottobre 2007  | Spacewatch        |
| 305070 - | 2007 UU100               | 30 ottobre 2007  | Spacewatch        |
| 305071 - | 2007 UC102               | 30 ottobre 2007  | Spacewatch        |
| 305072 - | 2007 UQ103               | 30 ottobre 2007  | Spacewatch        |
| 305073 - | 2007 UJ104               | 30 ottobre 2007  | Spacewatch        |
| 305074 - | 2007 UK104               | 30 ottobre 2007  | Spacewatch        |
| 305075 - | 2007 US105               | 30 ottobre 2007  | Spacewatch        |
| 305076 - | 2007 UZ106               | 31 ottobre 2007  | Mt. Lemmon Survey |
| 305077 - | 2007 UC109               | 30 ottobre 2007  | Spacewatch        |
| 305078 - | 2007 UC111               | 30 ottobre 2007  | Mt. Lemmon Survey |
| 305079 - | 2007 UD116               | 31 ottobre 2007  | Spacewatch        |
| 305080 - | 2007 US118               | 30 ottobre 2007  | Spacewatch        |
| 305081 - | 2007 UT119               | 30 ottobre 2007  | Mt. Lemmon Survey |
| 305082 - | 2007 UV127               | 21 ottobre 2007  | Mt. Lemmon Survey |
| 305083 - | 2007 UA128               | 16 ottobre 2007  | Mt. Lemmon Survey |
| 305084 - | 2007 UJ129               | 20 ottobre 2007  | Mt. Lemmon Survey |
| 305085 - | 2007 UZ129               | 16 ottobre 2007  | Mt. Lemmon Survey |
| 305086 - | 2007 UL131               | 16 ottobre 2007  | CSS               |
| 305087 - | 2007 UC136               | 21 ottobre 2007  | CSS               |
| 305088 - | 2007 UV141               | 21 ottobre 2007  | Mt. Lemmon Survey |
| 305089 - | 2007 VO2                 | 2 novembre 2007  | Ferrando, R.      |
| 305090 - | 2007 VQ4                 | 3 novembre 2007  | LINEAR            |
| 305091 - | 2007 VX11                | 5 novembre 2007  | CSS               |
| 305092 - | 2007 VG12                | 1º novembre 2007 | Mt. Lemmon Survey |
| 305093 - | 2007 VM14                | 1º novembre 2007 | Mt. Lemmon Survey |
| 305094 - | 2007 VM15                | 1º novembre 2007 | Spacewatch        |
| 305095 - | 2007 VR30                | 2 novembre 2007  | Spacewatch        |
| 305096 - | 2007 VB37                | 2 novembre 2007  | CSS               |
| 305097 - | 2007 VR42                | 3 novembre 2007  | Mt. Lemmon Survey |
| 305098 - | 2007 VZ44                | 1º novembre 2007 | Spacewatch        |
| 305099 - | 2007 VE48                | 1º novembre 2007 | Spacewatch        |
| 305100 - | 2007 VJ49                | 1º novembre 2007 | Spacewatch        |

## 305101-305200
| Nome              | Designazione provvisoria | Data di scoperta | Scopritore             |
| ----------------- | ------------------------ | ---------------- | ---------------------- |
| 305101 -          | 2007 VS49                | 1º novembre 2007 | Spacewatch             |
| 305102 -          | 2007 VQ55                | 1º novembre 2007 | Spacewatch             |
| 305103 -          | 2007 VT55                | 1º novembre 2007 | Spacewatch             |
| 305104 -          | 2007 VS57                | 1º novembre 2007 | Spacewatch             |
| 305105 -          | 2007 VC59                | 1º novembre 2007 | Spacewatch             |
| 305106 -          | 2007 VJ60                | 1º novembre 2007 | Spacewatch             |
| 305107 -          | 2007 VP60                | 1º novembre 2007 | Spacewatch             |
| 305108 -          | 2007 VZ60                | 1º novembre 2007 | Spacewatch             |
| 305109 -          | 2007 VS61                | 1º novembre 2007 | Spacewatch             |
| 305110 -          | 2007 VR72                | 1º novembre 2007 | Spacewatch             |
| 305111 -          | 2007 VG75                | 3 novembre 2007  | Spacewatch             |
| 305112 -          | 2007 VF77                | 3 novembre 2007  | Spacewatch             |
| 305113 -          | 2007 VK83                | 4 novembre 2007  | Mt. Lemmon Survey      |
| 305114 -          | 2007 VM88                | 2 novembre 2007  | LINEAR                 |
| 305115 -          | 2007 VG90                | 4 novembre 2007  | LINEAR                 |
| 305116 -          | 2007 VQ90                | 5 novembre 2007  | LINEAR                 |
| 305117 -          | 2007 VY93                | 6 novembre 2007  | Needville              |
| 305118 -          | 2007 VH95                | 8 novembre 2007  | LINEAR                 |
| 305119 -          | 2007 VC98                | 1º novembre 2007 | Spacewatch             |
| 305120 -          | 2007 VK98                | 2 novembre 2007  | Spacewatch             |
| 305121 -          | 2007 VZ99                | 2 novembre 2007  | Spacewatch             |
| 305122 -          | 2007 VQ114               | 3 novembre 2007  | Spacewatch             |
| 305123 -          | 2007 VP116               | 3 novembre 2007  | Spacewatch             |
| 305124 -          | 2007 VB117               | 3 novembre 2007  | Spacewatch             |
| 305125 -          | 2007 VT121               | 5 novembre 2007  | Spacewatch             |
| 305126 -          | 2007 VU135               | 3 novembre 2007  | Mt. Lemmon Survey      |
| 305127 -          | 2007 VY139               | 3 novembre 2007  | Spacewatch             |
| 305128 -          | 2007 VU141               | 4 novembre 2007  | Spacewatch             |
| 305129 -          | 2007 VQ143               | 4 novembre 2007  | Spacewatch             |
| 305130 -          | 2007 VG144               | 4 novembre 2007  | Spacewatch             |
| 305131 -          | 2007 VX145               | 4 novembre 2007  | Spacewatch             |
| 305132 -          | 2007 VK147               | 4 novembre 2007  | Spacewatch             |
| 305133 -          | 2007 VJ148               | 4 novembre 2007  | Spacewatch             |
| 305134 -          | 2007 VV152               | 2 novembre 2007  | Spacewatch             |
| 305135 -          | 2007 VB155               | 5 novembre 2007  | Spacewatch             |
| 305136 -          | 2007 VO155               | 5 novembre 2007  | Spacewatch             |
| 305137 -          | 2007 VE156               | 4 marzo 1997     | Spacewatch             |
| 305138 -          | 2007 VY157               | 5 novembre 2007  | Spacewatch             |
| 305139 -          | 2007 VD164               | 5 novembre 2007  | Spacewatch             |
| 305140 -          | 2007 VO168               | 5 novembre 2007  | Spacewatch             |
| 305141 -          | 2007 VV168               | 5 novembre 2007  | Spacewatch             |
| 305142 -          | 2007 VY171               | 7 novembre 2007  | Spacewatch             |
| 305143 -          | 2007 VE173               | 2 novembre 2007  | Mt. Lemmon Survey      |
| 305144 -          | 2007 VN176               | 5 novembre 2007  | Mt. Lemmon Survey      |
| 305145 -          | 2007 VS177               | 6 novembre 2007  | PMO NEO Survey Program |
| 305146 -          | 2007 VT186               | 12 novembre 2007 | BATTeRS                |
| 305147 -          | 2007 VU191               | 4 novembre 2007  | Mt. Lemmon Survey      |
| 305148 -          | 2007 VC195               | 7 novembre 2007  | Mt. Lemmon Survey      |
| 305149 -          | 2007 VH198               | 8 novembre 2007  | Mt. Lemmon Survey      |
| 305150 -          | 2007 VM202               | 6 novembre 2007  | Mt. Lemmon Survey      |
| 305151 -          | 2007 VR209               | 7 novembre 2007  | Spacewatch             |
| 305152 -          | 2007 VS209               | 7 novembre 2007  | Spacewatch             |
| 305153 -          | 2007 VM210               | 9 novembre 2007  | Spacewatch             |
| 305154 -          | 2007 VY213               | 9 novembre 2007  | Spacewatch             |
| 305155 -          | 2007 VS214               | 9 novembre 2007  | Spacewatch             |
| 305156 -          | 2007 VK217               | 9 novembre 2007  | Spacewatch             |
| 305157 -          | 2007 VC219               | 9 novembre 2007  | Spacewatch             |
| 305158 -          | 2007 VQ220               | 9 novembre 2007  | Spacewatch             |
| 305159 -          | 2007 VJ221               | 12 novembre 2007 | Mt. Lemmon Survey      |
| 305160 -          | 2007 VP221               | 14 novembre 2007 | BATTeRS                |
| 305161 -          | 2007 VA222               | 6 novembre 2007  | PMO NEO Survey Program |
| 305162 -          | 2007 VM227               | 12 novembre 2007 | CSS                    |
| 305163 -          | 2007 VB235               | 9 novembre 2007  | Spacewatch             |
| 305164 -          | 2007 VY238               | 13 novembre 2007 | Spacewatch             |
| 305165 -          | 2007 VP248               | 13 novembre 2007 | CSS                    |
| 305166 -          | 2007 VF260               | 15 novembre 2007 | LONEOS                 |
| 305167 -          | 2007 VL264               | 13 novembre 2007 | Spacewatch             |
| 305168 -          | 2007 VQ266               | 14 novembre 2007 | Spacewatch             |
| 305169 -          | 2007 VP269               | 14 novembre 2007 | LINEAR                 |
| 305170 -          | 2007 VW276               | 14 novembre 2007 | Spacewatch             |
| 305171 -          | 2007 VX277               | 14 novembre 2007 | Spacewatch             |
| 305172 -          | 2007 VQ280               | 14 novembre 2007 | Spacewatch             |
| 305173 -          | 2007 VZ281               | 14 novembre 2007 | Spacewatch             |
| 305174 -          | 2007 VF284               | 14 novembre 2007 | Spacewatch             |
| 305175 -          | 2007 VH286               | 14 novembre 2007 | Spacewatch             |
| 305176 -          | 2007 VA292               | 14 novembre 2007 | Spacewatch             |
| 305177 -          | 2007 VL292               | 14 novembre 2007 | Spacewatch             |
| 305178 -          | 2007 VY294               | 16 luglio 2002   | NEAT                   |
| 305179 -          | 2007 VW295               | 14 novembre 2007 | Mt. Lemmon Survey      |
| 305180 -          | 2007 VA299               | 11 novembre 2007 | CSS                    |
| 305181 Donelaitis | 2007 VR302               | 5 novembre 2007  | Cernis, K.             |
| 305182 -          | 2007 VZ306               | 2 novembre 2007  | Mt. Lemmon Survey      |
| 305183 -          | 2007 VA307               | 2 novembre 2007  | Mt. Lemmon Survey      |
| 305184 -          | 2007 VV308               | 8 novembre 2007  | Spacewatch             |
| 305185 -          | 2007 VM309               | 14 novembre 2007 | Spacewatch             |
| 305186 -          | 2007 VW312               | 3 novembre 2007  | Mt. Lemmon Survey      |
| 305187 -          | 2007 VV314               | 2 novembre 2007  | Spacewatch             |
| 305188 -          | 2007 VQ315               | 7 novembre 2007  | Spacewatch             |
| 305189 -          | 2007 VM319               | 5 novembre 2007  | Mt. Lemmon Survey      |
| 305190 -          | 2007 VS323               | 4 novembre 2007  | LINEAR                 |
| 305191 -          | 2007 VV323               | 4 novembre 2007  | LINEAR                 |
| 305192 -          | 2007 VC324               | 5 novembre 2007  | LINEAR                 |
| 305193 -          | 2007 VS325               | 2 novembre 2007  | Spacewatch             |
| 305194 -          | 2007 VT325               | 2 novembre 2007  | LINEAR                 |
| 305195 -          | 2007 VF326               | 3 novembre 2007  | Spacewatch             |
| 305196 -          | 2007 VM326               | 4 novembre 2007  | LINEAR                 |
| 305197 -          | 2007 VW328               | 9 novembre 2007  | Spacewatch             |
| 305198 -          | 2007 VF331               | 5 novembre 2007  | Mt. Lemmon Survey      |
| 305199 -          | 2007 VS333               | 11 novembre 2007 | Mt. Lemmon Survey      |
| 305200 -          | 2007 VY334               | 14 novembre 2007 | Mt. Lemmon Survey      |

## 305201-305300
| Nome              | Designazione provvisoria | Data di scoperta  | Scopritore                 |
| ----------------- | ------------------------ | ----------------- | -------------------------- |
| 305201 -          | 2007 WY                  | 16 novembre 2007  | Chante-Perdrix             |
| 305202 -          | 2007 WC4                 | 17 novembre 2007  | OAM                        |
| 305203 -          | 2007 WN7                 | 18 novembre 2007  | LINEAR                     |
| 305204 -          | 2007 WN11                | 17 novembre 2007  | CSS                        |
| 305205 -          | 2007 WU14                | 18 novembre 2007  | Mt. Lemmon Survey          |
| 305206 -          | 2007 WX19                | 18 novembre 2007  | Mt. Lemmon Survey          |
| 305207 -          | 2007 WS20                | 18 novembre 2007  | Mt. Lemmon Survey          |
| 305208 -          | 2007 WM24                | 18 novembre 2007  | Mt. Lemmon Survey          |
| 305209 -          | 2007 WC26                | 18 novembre 2007  | Mt. Lemmon Survey          |
| 305210 -          | 2007 WZ28                | 19 novembre 2007  | Spacewatch                 |
| 305211 -          | 2007 WJ29                | 19 novembre 2007  | Spacewatch                 |
| 305212 -          | 2007 WS39                | 17 novembre 2007  | CSS                        |
| 305213 -          | 2007 WV47                | 20 novembre 2007  | Mt. Lemmon Survey          |
| 305214 -          | 2007 WR48                | 20 novembre 2007  | Mt. Lemmon Survey          |
| 305215 -          | 2007 WP55                | 28 novembre 2007  | PMO NEO Survey Program     |
| 305216 -          | 2007 WA58                | 19 novembre 2007  | Mt. Lemmon Survey          |
| 305217 -          | 2007 WK58                | 16 novembre 2007  | Mt. Lemmon Survey          |
| 305218 -          | 2007 WF59                | 19 novembre 2007  | Spacewatch                 |
| 305219 -          | 2007 WM59                | 19 novembre 2007  | Mt. Lemmon Survey          |
| 305220 -          | 2007 WG62                | 13 aprile 2005    | CSS                        |
| 305221 -          | 2007 XZ                  | 1º dicembre 2007  | Ferrando, R.               |
| 305222 -          | 2007 XE3                 | 3 dicembre 2007   | CSS                        |
| 305223 -          | 2007 XJ3                 | 3 dicembre 2007   | Calvin College             |
| 305224 -          | 2007 XC9                 | 4 dicembre 2007   | Mt. Lemmon Survey          |
| 305225 -          | 2007 XB11                | 3 dicembre 2007   | Tucker, R. A.              |
| 305226 -          | 2007 XD13                | 4 dicembre 2007   | Spacewatch                 |
| 305227 -          | 2007 XZ13                | 5 dicembre 2007   | Spacewatch                 |
| 305228 -          | 2007 XF14                | 5 dicembre 2007   | CSS                        |
| 305229 -          | 2007 XK15                | 7 dicembre 2007   | BATTeRS                    |
| 305230 -          | 2007 XP18                | 12 dicembre 2007  | OAM                        |
| 305231 -          | 2007 XR18                | 13 dicembre 2007  | OAM                        |
| 305232 -          | 2007 XK19                | 12 dicembre 2007  | LINEAR                     |
| 305233 -          | 2007 XX19                | 12 dicembre 2007  | LINEAR                     |
| 305234 -          | 2007 XA20                | 12 dicembre 2007  | OAM                        |
| 305235 -          | 2007 XC20                | 4 dicembre 2007   | CSS                        |
| 305236 -          | 2007 XY24                | 14 dicembre 2007  | OAM                        |
| 305237 -          | 2007 XG25                | 9 novembre 2007   | Spacewatch                 |
| 305238 Maxuehui   | 2007 XZ25                | 15 dicembre 2007  | LUSS                       |
| 305239 -          | 2007 XY29                | 15 dicembre 2007  | CSS                        |
| 305240 -          | 2007 XE31                | 15 dicembre 2007  | Spacewatch                 |
| 305241 -          | 2007 XO31                | 15 dicembre 2007  | Mt. Lemmon Survey          |
| 305242 -          | 2007 XV32                | 15 dicembre 2007  | CSS                        |
| 305243 -          | 2007 XC34                | 10 dicembre 2007  | LINEAR                     |
| 305244 -          | 2007 XS35                | 13 dicembre 2007  | LINEAR                     |
| 305245 -          | 2007 XO37                | 13 dicembre 2007  | LINEAR                     |
| 305246 -          | 2007 XD39                | 13 dicembre 2007  | LINEAR                     |
| 305247 -          | 2007 XS40                | 13 dicembre 2007  | LINEAR                     |
| 305248 -          | 2007 XP42                | 14 dicembre 2007  | PMO NEO Survey Program     |
| 305249 -          | 2007 XR44                | 15 dicembre 2007  | Spacewatch                 |
| 305250 -          | 2007 XP48                | 15 dicembre 2007  | Spacewatch                 |
| 305251 -          | 2007 XQ48                | 15 dicembre 2007  | Spacewatch                 |
| 305252 -          | 2007 XE55                | 15 dicembre 2007  | Mt. Lemmon Survey          |
| 305253 -          | 2007 XM55                | 4 dicembre 2007   | Spacewatch                 |
| 305254 Moron      | 2007 YN3                 | 19 dicembre 2007  | Ory, M.                    |
| 305255 -          | 2007 YP8                 | 16 dicembre 2007  | Mt. Lemmon Survey          |
| 305256 -          | 2007 YN9                 | 16 dicembre 2007  | Mt. Lemmon Survey          |
| 305257 -          | 2007 YE10                | 16 dicembre 2007  | Spacewatch                 |
| 305258 -          | 2007 YM12                | 17 dicembre 2007  | Mt. Lemmon Survey          |
| 305259 -          | 2007 YP14                | 17 dicembre 2007  | Mt. Lemmon Survey          |
| 305260 -          | 2007 YR22                | 16 dicembre 2007  | Spacewatch                 |
| 305261 -          | 2007 YO23                | 15 settembre 2006 | Spacewatch                 |
| 305262 -          | 2007 YO24                | 17 dicembre 2007  | Mt. Lemmon Survey          |
| 305263 -          | 2007 YQ29                | 21 dicembre 2007  | Sarneczky, K.              |
| 305264 -          | 2007 YR29                | 21 dicembre 2007  | Sarneczky, K.              |
| 305265 -          | 2007 YZ32                | 28 dicembre 2007  | Spacewatch                 |
| 305266 -          | 2007 YO33                | 28 dicembre 2007  | Spacewatch                 |
| 305267 -          | 2007 YO36                | 30 dicembre 2007  | Mt. Lemmon Survey          |
| 305268 -          | 2007 YQ37                | 30 dicembre 2007  | Mt. Lemmon Survey          |
| 305269 -          | 2007 YY43                | 30 dicembre 2007  | Spacewatch                 |
| 305270 -          | 2007 YK44                | 30 dicembre 2007  | Spacewatch                 |
| 305271 -          | 2007 YC48                | 28 dicembre 2007  | Spacewatch                 |
| 305272 -          | 2007 YJ48                | 28 dicembre 2007  | Spacewatch                 |
| 305273 -          | 2007 YZ50                | 28 dicembre 2007  | Spacewatch                 |
| 305274 -          | 2007 YW52                | 30 dicembre 2007  | CSS                        |
| 305275 -          | 2007 YD56                | 29 dicembre 2007  | LUSS                       |
| 305276 -          | 2007 YS58                | 16 marzo 2004     | Spacewatch                 |
| 305277 -          | 2007 YK60                | 30 dicembre 2007  | CSS                        |
| 305278 -          | 2007 YE62                | 28 dicembre 2007  | Spacewatch                 |
| 305279 -          | 2007 YB63                | 31 dicembre 2007  | Spacewatch                 |
| 305280 -          | 2007 YH63                | 31 dicembre 2007  | Spacewatch                 |
| 305281 -          | 2007 YR65                | 18 dicembre 2007  | Mt. Lemmon Survey          |
| 305282 -          | 2007 YG67                | 16 dicembre 2007  | Spacewatch                 |
| 305283 -          | 2007 YC68                | 30 dicembre 2007  | Spacewatch                 |
| 305284 -          | 2007 YW68                | 16 dicembre 2007  | Mt. Lemmon Survey          |
| 305285 -          | 2008 AJ                  | 1º gennaio 2008   | Spacewatch                 |
| 305286 -          | 2008 AD1                 | 1º gennaio 2008   | Bickel, W.                 |
| 305287 Olegyankov | 2008 AF2                 | 6 gennaio 2008    | Korotkiy, S., Kryachko, T. |
| 305288 -          | 2008 AT2                 | 5 gennaio 2008    | PMO NEO Survey Program     |
| 305289 -          | 2008 AB4                 | 8 gennaio 2008    | Kugel, F.                  |
| 305290 -          | 2008 AT4                 | 5 gennaio 2008    | PMO NEO Survey Program     |
| 305291 -          | 2008 AH5                 | 9 gennaio 2008    | LUSS                       |
| 305292 -          | 2008 AS5                 | 10 gennaio 2008   | Mt. Lemmon Survey          |
| 305293 -          | 2008 AY7                 | 10 gennaio 2008   | Spacewatch                 |
| 305294 -          | 2008 AA8                 | 10 gennaio 2008   | Spacewatch                 |
| 305295 -          | 2008 AH9                 | 10 gennaio 2008   | Mt. Lemmon Survey          |
| 305296 -          | 2008 AA11                | 10 gennaio 2008   | Mt. Lemmon Survey          |
| 305297 -          | 2008 AX13                | 10 gennaio 2008   | Mt. Lemmon Survey          |
| 305298 -          | 2008 AB15                | 10 gennaio 2008   | Spacewatch                 |
| 305299 -          | 2008 AG20                | 10 gennaio 2008   | Mt. Lemmon Survey          |
| 305300 -          | 2008 AH22                | 10 gennaio 2008   | Mt. Lemmon Survey          |

## 305301-305400
| Nome     | Designazione provvisoria | Data di scoperta  | Scopritore        |
| -------- | ------------------------ | ----------------- | ----------------- |
| 305301 - | 2008 AY24                | 10 gennaio 2008   | Mt. Lemmon Survey |
| 305302 - | 2008 AV26                | 10 gennaio 2008   | Spacewatch        |
| 305303 - | 2008 AC31                | 12 gennaio 2008   | Sheridan, E.      |
| 305304 - | 2008 AO34                | 10 gennaio 2008   | Spacewatch        |
| 305305 - | 2008 AE36                | 10 gennaio 2008   | Spacewatch        |
| 305306 - | 2008 AO36                | 10 gennaio 2008   | Spacewatch        |
| 305307 - | 2008 AN37                | 10 gennaio 2008   | Spacewatch        |
| 305308 - | 2008 AK38                | 10 gennaio 2008   | Mt. Lemmon Survey |
| 305309 - | 2008 AP40                | 10 gennaio 2008   | Mt. Lemmon Survey |
| 305310 - | 2008 AW40                | 10 gennaio 2008   | Mt. Lemmon Survey |
| 305311 - | 2008 AX42                | 10 gennaio 2008   | CSS               |
| 305312 - | 2008 AL43                | 10 gennaio 2008   | Spacewatch        |
| 305313 - | 2008 AU44                | 10 gennaio 2008   | Spacewatch        |
| 305314 - | 2008 AG45                | 10 gennaio 2008   | LUSS              |
| 305315 - | 2008 AH45                | 10 gennaio 2008   | LUSS              |
| 305316 - | 2008 AR50                | 11 gennaio 2008   | Spacewatch        |
| 305317 - | 2008 AH53                | 11 gennaio 2008   | Spacewatch        |
| 305318 - | 2008 AU54                | 11 gennaio 2008   | Spacewatch        |
| 305319 - | 2008 AQ64                | 11 gennaio 2008   | Mt. Lemmon Survey |
| 305320 - | 2008 AW66                | 11 gennaio 2008   | Spacewatch        |
| 305321 - | 2008 AJ67                | 11 gennaio 2008   | Spacewatch        |
| 305322 - | 2008 AB76                | 11 gennaio 2008   | CSS               |
| 305323 - | 2008 AA77                | 12 gennaio 2008   | Spacewatch        |
| 305324 - | 2008 AP81                | 13 gennaio 2008   | Mt. Lemmon Survey |
| 305325 - | 2008 AX84                | 25 settembre 2006 | Spacewatch        |
| 305326 - | 2008 AU86                | 11 gennaio 2008   | CSS               |
| 305327 - | 2008 AY87                | 13 gennaio 2008   | Spacewatch        |
| 305328 - | 2008 AT93                | 14 gennaio 2008   | Spacewatch        |
| 305329 - | 2008 AY94                | 14 gennaio 2008   | Spacewatch        |
| 305330 - | 2008 AB95                | 19 ottobre 2006   | CSS               |
| 305331 - | 2008 AM95                | 14 gennaio 2008   | Spacewatch        |
| 305332 - | 2008 AU97                | 14 gennaio 2008   | Spacewatch        |
| 305333 - | 2008 AD105               | 15 gennaio 2008   | Mt. Lemmon Survey |
| 305334 - | 2008 AF106               | 15 gennaio 2008   | Mt. Lemmon Survey |
| 305335 - | 2008 AY106               | 15 gennaio 2008   | Spacewatch        |
| 305336 - | 2008 AL107               | 15 gennaio 2008   | Spacewatch        |
| 305337 - | 2008 AM107               | 15 gennaio 2008   | Spacewatch        |
| 305338 - | 2008 AB111               | 15 gennaio 2008   | Spacewatch        |
| 305339 - | 2008 AV111               | 15 gennaio 2008   | Spacewatch        |
| 305340 - | 2008 AM115               | 15 gennaio 2008   | Mt. Lemmon Survey |
| 305341 - | 2008 AT115               | 11 gennaio 2008   | Spacewatch        |
| 305342 - | 2008 AH116               | 11 gennaio 2008   | Mt. Lemmon Survey |
| 305343 - | 2008 AX116               | 11 gennaio 2008   | CSS               |
| 305344 - | 2008 AB122               | 6 gennaio 2008    | Wiegert, P. A.    |
| 305345 - | 2008 AS129               | 10 gennaio 2008   | Mt. Lemmon Survey |
| 305346 - | 2008 AP134               | 5 gennaio 2008    | BATTeRS           |
| 305347 - | 2008 AV135               | 11 gennaio 2008   | LINEAR            |
| 305348 - | 2008 AE136               | 12 gennaio 2008   | CSS               |
| 305349 - | 2008 BG7                 | 16 gennaio 2008   | Spacewatch        |
| 305350 - | 2008 BC9                 | 16 gennaio 2008   | Mt. Lemmon Survey |
| 305351 - | 2008 BW12                | 18 gennaio 2008   | Spacewatch        |
| 305352 - | 2008 BZ12                | 18 gennaio 2008   | Spacewatch        |
| 305353 - | 2008 BM13                | 19 gennaio 2008   | Mt. Lemmon Survey |
| 305354 - | 2008 BK14                | 20 gennaio 2008   | Mt. Lemmon Survey |
| 305355 - | 2008 BU18                | 29 gennaio 2008   | OAM               |
| 305356 - | 2008 BB23                | 31 gennaio 2008   | Mt. Lemmon Survey |
| 305357 - | 2008 BA28                | 30 gennaio 2008   | Mt. Lemmon Survey |
| 305358 - | 2008 BX28                | 30 gennaio 2008   | CSS               |
| 305359 - | 2008 BW32                | 30 gennaio 2008   | Spacewatch        |
| 305360 - | 2008 BQ34                | 30 gennaio 2008   | Spacewatch        |
| 305361 - | 2008 BB35                | 30 gennaio 2008   | Mt. Lemmon Survey |
| 305362 - | 2008 BH35                | 30 gennaio 2008   | Mt. Lemmon Survey |
| 305363 - | 2008 BO40                | 31 gennaio 2008   | LINEAR            |
| 305364 - | 2008 BG41                | 30 gennaio 2008   | Mt. Lemmon Survey |
| 305365 - | 2008 BA47                | 31 gennaio 2008   | Mt. Lemmon Survey |
| 305366 - | 2008 BD47                | 31 gennaio 2008   | Mt. Lemmon Survey |
| 305367 - | 2008 BL53                | 20 gennaio 2008   | Mt. Lemmon Survey |
| 305368 - | 2008 BB54                | 31 gennaio 2008   | LINEAR            |
| 305369 - | 2008 CY                  | 2 febbraio 2008   | Gierlinger, R.    |
| 305370 - | 2008 CQ3                 | 2 febbraio 2008   | Spacewatch        |
| 305371 - | 2008 CT4                 | 2 febbraio 2008   | Spacewatch        |
| 305372 - | 2008 CS10                | 3 febbraio 2008   | CSS               |
| 305373 - | 2008 CX10                | 3 febbraio 2008   | Spacewatch        |
| 305374 - | 2008 CA11                | 3 febbraio 2008   | Spacewatch        |
| 305375 - | 2008 CC11                | 3 febbraio 2008   | Spacewatch        |
| 305376 - | 2008 CS11                | 3 febbraio 2008   | Spacewatch        |
| 305377 - | 2008 CT13                | 3 febbraio 2008   | Spacewatch        |
| 305378 - | 2008 CC15                | 3 febbraio 2008   | Spacewatch        |
| 305379 - | 2008 CA18                | 3 febbraio 2008   | Spacewatch        |
| 305380 - | 2008 CK24                | 1º febbraio 2008  | Spacewatch        |
| 305381 - | 2008 CU29                | 2 febbraio 2008   | Spacewatch        |
| 305382 - | 2008 CP36                | 2 febbraio 2008   | Spacewatch        |
| 305383 - | 2008 CQ38                | 2 febbraio 2008   | Mt. Lemmon Survey |
| 305384 - | 2008 CO39                | 18 settembre 1995 | Spacewatch        |
| 305385 - | 2008 CT39                | 2 febbraio 2008   | Mt. Lemmon Survey |
| 305386 - | 2008 CF44                | 2 febbraio 2008   | Mt. Lemmon Survey |
| 305387 - | 2008 CX44                | 2 febbraio 2008   | Spacewatch        |
| 305388 - | 2008 CL45                | 2 febbraio 2008   | Spacewatch        |
| 305389 - | 2008 CG50                | 6 febbraio 2008   | CSS               |
| 305390 - | 2008 CE54                | 7 febbraio 2008   | CSS               |
| 305391 - | 2008 CP57                | 7 febbraio 2008   | Mt. Lemmon Survey |
| 305392 - | 2008 CS57                | 7 febbraio 2008   | Mt. Lemmon Survey |
| 305393 - | 2008 CW59                | 7 febbraio 2008   | Spacewatch        |
| 305394 - | 2008 CP63                | 8 febbraio 2008   | Mt. Lemmon Survey |
| 305395 - | 2008 CW64                | 8 febbraio 2008   | Mt. Lemmon Survey |
| 305396 - | 2008 CV67                | 8 febbraio 2008   | Mt. Lemmon Survey |
| 305397 - | 2008 CB74                | 9 febbraio 2008   | Healy, D.         |
| 305398 - | 2008 CD77                | 6 febbraio 2008   | CSS               |
| 305399 - | 2008 CG77                | 6 febbraio 2008   | CSS               |
| 305400 - | 2008 CV77                | 6 febbraio 2008   | CSS               |

## 305401-305500
| Nome     | Designazione provvisoria | Data di scoperta | Scopritore             |
| -------- | ------------------------ | ---------------- | ---------------------- |
| 305401 - | 2008 CD80                | 7 febbraio 2008  | Spacewatch             |
| 305402 - | 2008 CO82                | 7 febbraio 2008  | Mt. Lemmon Survey      |
| 305403 - | 2008 CR84                | 7 febbraio 2008  | Mt. Lemmon Survey      |
| 305404 - | 2008 CD85                | 7 febbraio 2008  | Spacewatch             |
| 305405 - | 2008 CC86                | 7 febbraio 2008  | Mt. Lemmon Survey      |
| 305406 - | 2008 CH91                | 8 febbraio 2008  | Spacewatch             |
| 305407 - | 2008 CZ91                | 8 febbraio 2008  | Mt. Lemmon Survey      |
| 305408 - | 2008 CF92                | 8 febbraio 2008  | Spacewatch             |
| 305409 - | 2008 CV95                | 8 febbraio 2008  | Siding Spring Survey   |
| 305410 - | 2008 CX97                | 9 febbraio 2008  | Spacewatch             |
| 305411 - | 2008 CS104               | 9 febbraio 2008  | Mt. Lemmon Survey      |
| 305412 - | 2008 CP105               | 9 febbraio 2008  | Mt. Lemmon Survey      |
| 305413 - | 2008 CR107               | 20 ottobre 2006  | Mt. Lemmon Survey      |
| 305414 - | 2008 CG110               | 9 febbraio 2008  | CSS                    |
| 305415 - | 2008 CX113               | 10 febbraio 2008 | Spacewatch             |
| 305416 - | 2008 CV117               | 11 febbraio 2008 | Kugel, F.              |
| 305417 - | 2008 CS121               | 7 febbraio 2008  | Spacewatch             |
| 305418 - | 2008 CE127               | 8 febbraio 2008  | Spacewatch             |
| 305419 - | 2008 CH133               | 8 febbraio 2008  | Spacewatch             |
| 305420 - | 2008 CP133               | 8 febbraio 2008  | Spacewatch             |
| 305421 - | 2008 CS133               | 8 febbraio 2008  | Spacewatch             |
| 305422 - | 2008 CF134               | 8 febbraio 2008  | Mt. Lemmon Survey      |
| 305423 - | 2008 CJ134               | 8 febbraio 2008  | Mt. Lemmon Survey      |
| 305424 - | 2008 CO138               | 8 febbraio 2008  | Spacewatch             |
| 305425 - | 2008 CY138               | 8 febbraio 2008  | Spacewatch             |
| 305426 - | 2008 CJ141               | 8 febbraio 2008  | Spacewatch             |
| 305427 - | 2008 CR146               | 9 febbraio 2008  | Spacewatch             |
| 305428 - | 2008 CU146               | 9 febbraio 2008  | Spacewatch             |
| 305429 - | 2008 CT147               | 9 febbraio 2008  | Spacewatch             |
| 305430 - | 2008 CS150               | 9 febbraio 2008  | Spacewatch             |
| 305431 - | 2008 CB154               | 9 febbraio 2008  | Spacewatch             |
| 305432 - | 2008 CK163               | 10 febbraio 2008 | Mt. Lemmon Survey      |
| 305433 - | 2008 CM163               | 10 febbraio 2008 | CSS                    |
| 305434 - | 2008 CP172               | 13 febbraio 2008 | Spacewatch             |
| 305435 - | 2008 CJ174               | 13 febbraio 2008 | Mt. Lemmon Survey      |
| 305436 - | 2008 CJ175               | 6 febbraio 2008  | LINEAR                 |
| 305437 - | 2008 CA178               | 6 febbraio 2008  | CSS                    |
| 305438 - | 2008 CU180               | 31 luglio 2005   | NEAT                   |
| 305439 - | 2008 CH186               | 2 febbraio 2008  | CSS                    |
| 305440 - | 2008 CU187               | 3 febbraio 2008  | CSS                    |
| 305441 - | 2008 CD190               | 2 febbraio 2008  | Mt. Lemmon Survey      |
| 305442 - | 2008 CQ192               | 3 febbraio 2008  | Spacewatch             |
| 305443 - | 2008 CW192               | 7 febbraio 2008  | Spacewatch             |
| 305444 - | 2008 CG194               | 10 febbraio 2008 | Mt. Lemmon Survey      |
| 305445 - | 2008 CM195               | 1º febbraio 2008 | Spacewatch             |
| 305446 - | 2008 CP195               | 2 febbraio 2008  | Spacewatch             |
| 305447 - | 2008 CP202               | 8 febbraio 2008  | Spacewatch             |
| 305448 - | 2008 CC205               | 2 febbraio 2008  | Spacewatch             |
| 305449 - | 2008 CL209               | 27 ottobre 2006  | Spacewatch             |
| 305450 - | 2008 CL211               | 3 febbraio 2008  | Spacewatch             |
| 305451 - | 2008 CH213               | 9 febbraio 2008  | CSS                    |
| 305452 - | 2008 CD214               | 11 febbraio 2008 | CSS                    |
| 305453 - | 2008 DC1                 | 24 febbraio 2008 | Spacewatch             |
| 305454 - | 2008 DP4                 | 27 febbraio 2008 | Apitzsch, R.           |
| 305455 - | 2008 DQ6                 | 24 febbraio 2008 | Mt. Lemmon Survey      |
| 305456 - | 2008 DU8                 | 25 febbraio 2008 | Mt. Lemmon Survey      |
| 305457 - | 2008 DC10                | 26 febbraio 2008 | Spacewatch             |
| 305458 - | 2008 DA11                | 26 febbraio 2008 | Spacewatch             |
| 305459 - | 2008 DU18                | 27 febbraio 2008 | Spacewatch             |
| 305460 - | 2008 DD19                | 27 febbraio 2008 | Spacewatch             |
| 305461 - | 2008 DT23                | 24 febbraio 2008 | Spacewatch             |
| 305462 - | 2008 DO24                | 28 febbraio 2008 | Mt. Lemmon Survey      |
| 305463 - | 2008 DN25                | 29 febbraio 2008 | PMO NEO Survey Program |
| 305464 - | 2008 DB26                | 29 febbraio 2008 | PMO NEO Survey Program |
| 305465 - | 2008 DE30                | 26 febbraio 2008 | Spacewatch             |
| 305466 - | 2008 DW33                | 27 febbraio 2008 | CSS                    |
| 305467 - | 2008 DR36                | 27 febbraio 2008 | Mt. Lemmon Survey      |
| 305468 - | 2008 DU38                | 27 febbraio 2008 | CSS                    |
| 305469 - | 2008 DY38                | 27 febbraio 2008 | Mt. Lemmon Survey      |
| 305470 - | 2008 DE40                | 27 febbraio 2008 | CSS                    |
| 305471 - | 2008 DB46                | 28 febbraio 2008 | Mt. Lemmon Survey      |
| 305472 - | 2008 DM48                | 28 febbraio 2008 | Spacewatch             |
| 305473 - | 2008 DS48                | 29 febbraio 2008 | CSS                    |
| 305474 - | 2008 DF49                | 29 febbraio 2008 | CSS                    |
| 305475 - | 2008 DT54                | 28 febbraio 2008 | CSS                    |
| 305476 - | 2008 DY56                | 27 febbraio 2008 | CSS                    |
| 305477 - | 2008 DU59                | 27 febbraio 2008 | Mt. Lemmon Survey      |
| 305478 - | 2008 DE62                | 28 febbraio 2008 | Spacewatch             |
| 305479 - | 2008 DQ68                | 29 febbraio 2008 | Spacewatch             |
| 305480 - | 2008 DT71                | 24 febbraio 2008 | Spacewatch             |
| 305481 - | 2008 DZ72                | 26 febbraio 2008 | Mt. Lemmon Survey      |
| 305482 - | 2008 DG73                | 26 febbraio 2008 | Mt. Lemmon Survey      |
| 305483 - | 2008 DH74                | 28 febbraio 2008 | Mt. Lemmon Survey      |
| 305484 - | 2008 DB84                | 18 febbraio 2008 | Mt. Lemmon Survey      |
| 305485 - | 2008 DL88                | 18 febbraio 2008 | Mt. Lemmon Survey      |
| 305486 - | 2008 DC89                | 28 febbraio 2008 | Spacewatch             |
| 305487 - | 2008 EZ1                 | 1º marzo 2008    | Spacewatch             |
| 305488 - | 2008 ER3                 | 1º marzo 2008    | LONEOS                 |
| 305489 - | 2008 EN13                | 1º marzo 2008    | Spacewatch             |
| 305490 - | 2008 EC14                | 1º marzo 2008    | Spacewatch             |
| 305491 - | 2008 EK24                | 3 marzo 2008     | Mt. Lemmon Survey      |
| 305492 - | 2008 ES35                | 3 marzo 2008     | Spacewatch             |
| 305493 - | 2008 EQ40                | 4 marzo 2008     | Spacewatch             |
| 305494 - | 2008 EQ47                | 5 marzo 2008     | Mt. Lemmon Survey      |
| 305495 - | 2008 EK58                | 8 marzo 2008     | Spacewatch             |
| 305496 - | 2008 EN68                | 7 marzo 2008     | CSS                    |
| 305497 - | 2008 EP74                | 7 marzo 2008     | Spacewatch             |
| 305498 - | 2008 EU74                | 7 marzo 2008     | Spacewatch             |
| 305499 - | 2008 EJ87                | 8 marzo 2008     | CSS                    |
| 305500 - | 2008 EM96                | 7 marzo 2008     | Mt. Lemmon Survey      |

## 305501-305600
| Nome     | Designazione provvisoria | Data di scoperta  | Scopritore                                   |
| -------- | ------------------------ | ----------------- | -------------------------------------------- |
| 305501 - | 2008 EM98                | 3 marzo 2008      | CSS                                          |
| 305502 - | 2008 EU100               | 8 marzo 2008      | Tucker, R. A.                                |
| 305503 - | 2008 EK108               | 7 marzo 2008      | Mt. Lemmon Survey                            |
| 305504 - | 2008 ED109               | 7 marzo 2008      | Mt. Lemmon Survey                            |
| 305505 - | 2008 EB116               | 8 marzo 2008      | Mt. Lemmon Survey                            |
| 305506 - | 2008 EL116               | 8 marzo 2008      | Spacewatch                                   |
| 305507 - | 2008 EK117               | 8 marzo 2008      | Spacewatch                                   |
| 305508 - | 2008 EE146               | 11 marzo 2008     | Mt. Lemmon Survey                            |
| 305509 - | 2008 ET146               | 10 marzo 2008     | CSS                                          |
| 305510 - | 2008 EX148               | 2 marzo 2008      | Spacewatch                                   |
| 305511 - | 2008 EE150               | 7 marzo 2008      | CSS                                          |
| 305512 - | 2008 EU158               | 11 marzo 2008     | Spacewatch                                   |
| 305513 - | 2008 EC163               | 8 marzo 2008      | Spacewatch                                   |
| 305514 - | 2008 EB167               | 7 marzo 2008      | Mt. Lemmon Survey                            |
| 305515 - | 2008 FF4                 | 25 marzo 2008     | Spacewatch                                   |
| 305516 - | 2008 FQ9                 | 18 novembre 1995  | Spacewatch                                   |
| 305517 - | 2008 FB11                | 26 marzo 2008     | Spacewatch                                   |
| 305518 - | 2008 FG12                | 26 marzo 2008     | Mt. Lemmon Survey                            |
| 305519 - | 2008 FE17                | 27 marzo 2008     | Spacewatch                                   |
| 305520 - | 2008 FU18                | 27 marzo 2008     | Mt. Lemmon Survey                            |
| 305521 - | 2008 FV19                | 27 marzo 2008     | Mt. Lemmon Survey                            |
| 305522 - | 2008 FA35                | 28 marzo 2008     | Mt. Lemmon Survey                            |
| 305523 - | 2008 FV36                | 28 marzo 2008     | Mt. Lemmon Survey                            |
| 305524 - | 2008 FC43                | 28 marzo 2008     | Mt. Lemmon Survey                            |
| 305525 - | 2008 FB60                | 29 marzo 2008     | CSS                                          |
| 305526 - | 2008 FB64                | 28 marzo 2008     | Mt. Lemmon Survey                            |
| 305527 - | 2008 FN91                | 29 marzo 2008     | Mt. Lemmon Survey                            |
| 305528 - | 2008 FK123               | 28 marzo 2008     | Spacewatch                                   |
| 305529 - | 2008 FS123               | 29 marzo 2008     | Spacewatch                                   |
| 305530 - | 2008 FZ125               | 29 marzo 2008     | Sarneczky, K.                                |
| 305531 - | 2008 GS2                 | 5 aprile 2008     | Mt. Lemmon Survey                            |
| 305532 - | 2008 GS7                 | 1º aprile 2008    | Mt. Lemmon Survey                            |
| 305533 - | 2008 GN10                | 1º aprile 2008    | Spacewatch                                   |
| 305534 - | 2008 GW27                | 3 aprile 2008     | Mt. Lemmon Survey                            |
| 305535 - | 2008 GE52                | 5 aprile 2008     | Mt. Lemmon Survey                            |
| 305536 - | 2008 GU59                | 5 aprile 2008     | Spacewatch                                   |
| 305537 - | 2008 GM64                | 6 aprile 2008     | Spacewatch                                   |
| 305538 - | 2008 GR82                | 8 aprile 2008     | Spacewatch                                   |
| 305539 - | 2008 GE129               | 1º aprile 2008    | Spacewatch                                   |
| 305540 - | 2008 HB7                 | 24 aprile 2008    | Mt. Lemmon Survey                            |
| 305541 - | 2008 HN20                | 26 aprile 2008    | Mt. Lemmon Survey                            |
| 305542 - | 2008 HU48                | 29 aprile 2008    | Spacewatch                                   |
| 305543 - | 2008 QY40                | 25 agosto 2008    | Schwamb, M. E., Brown, M. E., Rabinowitz, D. |
| 305544 - | 2008 QS47                | 26 giugno 2007    | Spacewatch                                   |
| 305545 - | 2008 SO73                | 23 settembre 2008 | Spacewatch                                   |
| 305546 - | 2008 SP211               | 28 settembre 2008 | Mt. Lemmon Survey                            |
| 305547 - | 2008 SY256               | 21 settembre 2008 | CSS                                          |
| 305548 - | 2008 TO22                | 1º ottobre 2008   | Spacewatch                                   |
| 305549 - | 2008 UV38                | 20 ottobre 2008   | Spacewatch                                   |
| 305550 - | 2008 UL70                | 21 ottobre 2008   | Spacewatch                                   |
| 305551 - | 2008 UJ119               | 22 ottobre 2008   | Spacewatch                                   |
| 305552 - | 2008 UC126               | 22 ottobre 2008   | Spacewatch                                   |
| 305553 - | 2008 UL182               | 24 ottobre 2008   | Mt. Lemmon Survey                            |
| 305554 - | 2008 UM187               | 24 ottobre 2008   | Spacewatch                                   |
| 305555 - | 2008 UM217               | 25 ottobre 2008   | Spacewatch                                   |
| 305556 - | 2008 UG270               | 28 ottobre 2008   | Spacewatch                                   |
| 305557 - | 2008 UJ282               | 28 ottobre 2008   | Spacewatch                                   |
| 305558 - | 2008 UT304               | 29 ottobre 2008   | Mt. Lemmon Survey                            |
| 305559 - | 2008 UQ336               | 23 ottobre 2008   | Spacewatch                                   |
| 305560 - | 2008 UR370               | 31 ottobre 2008   | Mt. Lemmon Survey                            |
| 305561 - | 2008 VA23                | 1º novembre 2008  | Mt. Lemmon Survey                            |
| 305562 - | 2008 VT39                | 2 novembre 2008   | Spacewatch                                   |
| 305563 - | 2008 VL58                | 6 novembre 2008   | Spacewatch                                   |
| 305564 - | 2008 VO76                | 1º novembre 2008  | Mt. Lemmon Survey                            |
| 305565 - | 2008 WH42                | 17 novembre 2008  | Spacewatch                                   |
| 305566 - | 2008 WK45                | 8 novembre 2008   | Spacewatch                                   |
| 305567 - | 2008 WC58                | 20 novembre 2008  | Mt. Lemmon Survey                            |
| 305568 - | 2008 WR72                | 19 novembre 2008  | Spacewatch                                   |
| 305569 - | 2008 WG89                | 21 novembre 2008  | Mt. Lemmon Survey                            |
| 305570 - | 2008 WG113               | 30 novembre 2008  | Spacewatch                                   |
| 305571 - | 2008 WZ139               | 24 novembre 2008  | Mt. Lemmon Survey                            |
| 305572 - | 2008 WE140               | 24 novembre 2008  | Mt. Lemmon Survey                            |
| 305573 - | 2008 XJ3                 | 6 dicembre 2008   | BATTeRS                                      |
| 305574 - | 2008 XA30                | 1º dicembre 2008  | Spacewatch                                   |
| 305575 - | 2008 XO37                | 2 dicembre 2008   | Spacewatch                                   |
| 305576 - | 2008 XC47                | 4 dicembre 2008   | CSS                                          |
| 305577 - | 2008 YY5                 | 22 dicembre 2008  | Sarneczky, K.                                |
| 305578 - | 2008 YZ12                | 21 dicembre 2008  | Spacewatch                                   |
| 305579 - | 2008 YG17                | 21 dicembre 2008  | Mt. Lemmon Survey                            |
| 305580 - | 2008 YO22                | 21 dicembre 2008  | Mt. Lemmon Survey                            |
| 305581 - | 2008 YU42                | 29 dicembre 2008  | Spacewatch                                   |
| 305582 - | 2008 YX44                | 25 gennaio 1998   | Galad, A.                                    |
| 305583 - | 2008 YP46                | 29 dicembre 2008  | Mt. Lemmon Survey                            |
| 305584 - | 2008 YX47                | 29 dicembre 2008  | Spacewatch                                   |
| 305585 - | 2008 YP50                | 29 dicembre 2008  | Mt. Lemmon Survey                            |
| 305586 - | 2008 YC53                | 29 dicembre 2008  | Mt. Lemmon Survey                            |
| 305587 - | 2008 YC63                | 30 dicembre 2008  | Mt. Lemmon Survey                            |
| 305588 - | 2008 YM64                | 30 dicembre 2008  | Mt. Lemmon Survey                            |
| 305589 - | 2008 YG75                | 30 dicembre 2008  | Mt. Lemmon Survey                            |
| 305590 - | 2008 YD87                | 29 dicembre 2008  | Spacewatch                                   |
| 305591 - | 2008 YA88                | 29 dicembre 2008  | Spacewatch                                   |
| 305592 - | 2008 YO95                | 22 settembre 2003 | Spacewatch                                   |
| 305593 - | 2008 YR95                | 29 dicembre 2008  | Spacewatch                                   |
| 305594 - | 2008 YL100               | 29 dicembre 2008  | Spacewatch                                   |
| 305595 - | 2008 YD106               | 29 dicembre 2008  | Spacewatch                                   |
| 305596 - | 2008 YQ108               | 29 dicembre 2008  | Spacewatch                                   |
| 305597 - | 2008 YY118               | 29 dicembre 2008  | Spacewatch                                   |
| 305598 - | 2008 YF120               | 30 dicembre 2008  | Spacewatch                                   |
| 305599 - | 2008 YB124               | 30 dicembre 2008  | Spacewatch                                   |
| 305600 - | 2008 YC127               | 30 dicembre 2008  | Spacewatch                                   |

## 305601-305700
| Nome              | Designazione provvisoria | Data di scoperta | Scopritore             |
| ----------------- | ------------------------ | ---------------- | ---------------------- |
| 305601 -          | 2008 YC134               | 30 dicembre 2008 | Spacewatch             |
| 305602 -          | 2008 YN135               | 30 dicembre 2008 | OAM                    |
| 305603 -          | 2008 YV135               | 30 dicembre 2008 | Spacewatch             |
| 305604 -          | 2008 YW144               | 30 dicembre 2008 | Spacewatch             |
| 305605 -          | 2008 YZ152               | 30 dicembre 2008 | Mt. Lemmon Survey      |
| 305606 -          | 2008 YF154               | 22 dicembre 2008 | Spacewatch             |
| 305607 -          | 2008 YR156               | 30 dicembre 2008 | Mt. Lemmon Survey      |
| 305608 -          | 2008 YG157               | 29 dicembre 2008 | Spacewatch             |
| 305609 -          | 2008 YH158               | 31 dicembre 2008 | Mt. Lemmon Survey      |
| 305610 -          | 2008 YL158               | 31 dicembre 2008 | Mt. Lemmon Survey      |
| 305611 -          | 2008 YW159               | 22 dicembre 2008 | Mt. Lemmon Survey      |
| 305612 -          | 2008 YY160               | 30 dicembre 2008 | CSS                    |
| 305613 -          | 2008 YE170               | 22 dicembre 2008 | LINEAR                 |
| 305614 -          | 2008 YV170               | 31 dicembre 2008 | Spacewatch             |
| 305615 -          | 2009 AL1                 | 2 gennaio 2009   | Shandong University    |
| 305616 -          | 2009 AM10                | 2 gennaio 2009   | Mt. Lemmon Survey      |
| 305617 -          | 2009 AX15                | 15 gennaio 2009  | Farra d'Isonzo         |
| 305618 -          | 2009 AN19                | 2 gennaio 2009   | Mt. Lemmon Survey      |
| 305619 -          | 2009 AP23                | 3 gennaio 2009   | Spacewatch             |
| 305620 -          | 2009 AT24                | 3 gennaio 2009   | Spacewatch             |
| 305621 -          | 2009 AE29                | 15 gennaio 2009  | Spacewatch             |
| 305622 -          | 2009 AV30                | 15 gennaio 2009  | Spacewatch             |
| 305623 -          | 2009 AD32                | 15 gennaio 2009  | Spacewatch             |
| 305624 -          | 2009 AD33                | 15 gennaio 2009  | Spacewatch             |
| 305625 -          | 2009 AJ36                | 15 gennaio 2009  | Spacewatch             |
| 305626 -          | 2009 AH41                | 15 gennaio 2009  | Spacewatch             |
| 305627 -          | 2009 AO45                | 2 gennaio 2009   | Spacewatch             |
| 305628 -          | 2009 BQ2                 | 19 gennaio 2009  | Lowe, A.               |
| 305629 -          | 2009 BM8                 | 17 gennaio 2009  | LINEAR                 |
| 305630 -          | 2009 BS9                 | 18 gennaio 2009  | LINEAR                 |
| 305631 -          | 2009 BN12                | 26 gennaio 2009  | Apitzsch, R.           |
| 305632 -          | 2009 BB13                | 22 gennaio 2009  | LINEAR                 |
| 305633 -          | 2009 BY22                | 17 gennaio 2009  | Spacewatch             |
| 305634 -          | 2009 BC25                | 18 gennaio 2009  | Spacewatch             |
| 305635 -          | 2009 BM25                | 19 gennaio 2009  | Mt. Lemmon Survey      |
| 305636 -          | 2009 BR30                | 16 gennaio 2009  | Spacewatch             |
| 305637 -          | 2009 BG31                | 16 gennaio 2009  | Spacewatch             |
| 305638 -          | 2009 BD36                | 16 gennaio 2009  | Spacewatch             |
| 305639 -          | 2009 BA39                | 16 gennaio 2009  | Spacewatch             |
| 305640 -          | 2009 BZ39                | 16 gennaio 2009  | Spacewatch             |
| 305641 -          | 2009 BD40                | 16 gennaio 2009  | Spacewatch             |
| 305642 -          | 2009 BR41                | 16 gennaio 2009  | Spacewatch             |
| 305643 -          | 2009 BP42                | 16 gennaio 2009  | Spacewatch             |
| 305644 -          | 2009 BA44                | 16 gennaio 2009  | Spacewatch             |
| 305645 -          | 2009 BH45                | 16 gennaio 2009  | Spacewatch             |
| 305646 -          | 2009 BX47                | 16 gennaio 2009  | Mt. Lemmon Survey      |
| 305647 -          | 2009 BG51                | 16 gennaio 2009  | Spacewatch             |
| 305648 -          | 2009 BW51                | 16 gennaio 2009  | Mt. Lemmon Survey      |
| 305649 -          | 2009 BF53                | 16 gennaio 2009  | Mt. Lemmon Survey      |
| 305650 -          | 2009 BW54                | 16 gennaio 2009  | Mt. Lemmon Survey      |
| 305651 -          | 2009 BL55                | 16 gennaio 2009  | Mt. Lemmon Survey      |
| 305652 -          | 2009 BB56                | 17 gennaio 2009  | CSS                    |
| 305653 -          | 2009 BW57                | 20 gennaio 2009  | Spacewatch             |
| 305654 -          | 2009 BY61                | 18 gennaio 2009  | Mt. Lemmon Survey      |
| 305655 -          | 2009 BZ64                | 20 gennaio 2009  | Spacewatch             |
| 305656 -          | 2009 BU68                | 25 gennaio 2009  | Spacewatch             |
| 305657 -          | 2009 BS69                | 25 gennaio 2009  | CSS                    |
| 305658 -          | 2009 BD71                | 26 gennaio 2009  | PMO NEO Survey Program |
| 305659 -          | 2009 BE73                | 29 gennaio 2009  | LINEAR                 |
| 305660 Romyhaag   | 2009 BJ73                | 29 gennaio 2009  | Hormuth, F.            |
| 305661 Joejackson | 2009 BN73                | 29 gennaio 2009  | Hormuth, F.            |
| 305662 -          | 2009 BM76                | 26 gennaio 2009  | PMO NEO Survey Program |
| 305663 -          | 2009 BP77                | 25 gennaio 2009  | LINEAR                 |
| 305664 -          | 2009 BH80                | 31 gennaio 2009  | LINEAR                 |
| 305665 -          | 2009 BM80                | 31 gennaio 2009  | LINEAR                 |
| 305666 -          | 2009 BY80                | 31 gennaio 2009  | Tozzi, F.              |
| 305667 -          | 2009 BF83                | 20 gennaio 2009  | CSS                    |
| 305668 -          | 2009 BN85                | 25 gennaio 2009  | Spacewatch             |
| 305669 -          | 2009 BZ89                | 25 gennaio 2009  | Spacewatch             |
| 305670 -          | 2009 BL90                | 25 gennaio 2009  | Spacewatch             |
| 305671 -          | 2009 BA93                | 25 gennaio 2009  | Spacewatch             |
| 305672 -          | 2009 BF93                | 25 gennaio 2009  | Spacewatch             |
| 305673 -          | 2009 BH93                | 25 gennaio 2009  | Spacewatch             |
| 305674 -          | 2009 BX93                | 25 gennaio 2009  | Spacewatch             |
| 305675 -          | 2009 BO99                | 28 gennaio 2009  | CSS                    |
| 305676 -          | 2009 BF100               | 29 gennaio 2009  | Spacewatch             |
| 305677 -          | 2009 BA104               | 25 gennaio 2009  | Spacewatch             |
| 305678 -          | 2009 BS104               | 25 gennaio 2009  | Spacewatch             |
| 305679 -          | 2009 BP106               | 26 gennaio 2009  | PMO NEO Survey Program |
| 305680 -          | 2009 BH107               | 29 gennaio 2009  | Spacewatch             |
| 305681 -          | 2009 BR107               | 29 gennaio 2009  | Mt. Lemmon Survey      |
| 305682 -          | 2009 BA115               | 26 gennaio 2009  | Spacewatch             |
| 305683 -          | 2009 BK117               | 29 gennaio 2009  | Mt. Lemmon Survey      |
| 305684 -          | 2009 BB124               | 31 gennaio 2009  | Spacewatch             |
| 305685 -          | 2009 BY124               | 31 gennaio 2009  | Spacewatch             |
| 305686 -          | 2009 BF125               | 31 gennaio 2009  | Spacewatch             |
| 305687 -          | 2009 BM125               | 26 gennaio 2009  | Mt. Lemmon Survey      |
| 305688 -          | 2009 BF127               | 29 gennaio 2009  | Spacewatch             |
| 305689 -          | 2009 BS129               | 30 gennaio 2009  | Mt. Lemmon Survey      |
| 305690 -          | 2009 BB130               | 31 gennaio 2009  | Mt. Lemmon Survey      |
| 305691 -          | 2009 BH130               | 31 gennaio 2009  | Mt. Lemmon Survey      |
| 305692 -          | 2009 BT130               | 31 gennaio 2009  | Mt. Lemmon Survey      |
| 305693 -          | 2009 BB131               | 31 gennaio 2009  | Mt. Lemmon Survey      |
| 305694 -          | 2009 BM138               | 29 gennaio 2009  | Spacewatch             |
| 305695 -          | 2009 BT146               | 30 gennaio 2009  | Mt. Lemmon Survey      |
| 305696 -          | 2009 BA147               | 30 gennaio 2009  | Mt. Lemmon Survey      |
| 305697 -          | 2009 BR149               | 31 gennaio 2009  | Spacewatch             |
| 305698 -          | 2009 BE157               | 31 gennaio 2009  | Spacewatch             |
| 305699 -          | 2009 BY157               | 31 gennaio 2009  | Spacewatch             |
| 305700 -          | 2009 BR165               | 31 gennaio 2009  | Spacewatch             |

## 305701-305800
| Nome                   | Designazione provvisoria | Data di scoperta | Scopritore        |
| ---------------------- | ------------------------ | ---------------- | ----------------- |
| 305701 -               | 2009 BV166               | 31 gennaio 2009  | Mt. Lemmon Survey |
| 305702 -               | 2009 BO168               | 25 gennaio 2009  | Cerro Burek       |
| 305703 -               | 2009 BE169               | 29 gennaio 2009  | Cerro Burek       |
| 305704 -               | 2009 BG172               | 18 gennaio 2009  | Spacewatch        |
| 305705 -               | 2009 BD175               | 26 gennaio 2009  | CSS               |
| 305706 -               | 2009 BR176               | 31 gennaio 2009  | Spacewatch        |
| 305707 -               | 2009 BS176               | 31 gennaio 2009  | Spacewatch        |
| 305708 -               | 2009 BA177               | 18 gennaio 2009  | Spacewatch        |
| 305709 -               | 2009 BN178               | 20 gennaio 2009  | Mt. Lemmon Survey |
| 305710 -               | 2009 BU179               | 18 gennaio 2009  | Spacewatch        |
| 305711 -               | 2009 BF181               | 17 gennaio 2009  | Mt. Lemmon Survey |
| 305712 -               | 2009 BJ181               | 18 gennaio 2009  | CSS               |
| 305713 -               | 2009 BG182               | 16 gennaio 2009  | Spacewatch        |
| 305714 -               | 2009 BL182               | 17 gennaio 2009  | Spacewatch        |
| 305715 -               | 2009 BU188               | 30 gennaio 2009  | Mt. Lemmon Survey |
| 305716 -               | 2009 CQ6                 | 14 febbraio 2009 | Birtwhistle, P.   |
| 305717 -               | 2009 CH7                 | 1º febbraio 2009 | CSS               |
| 305718 -               | 2009 CC11                | 1º febbraio 2009 | Mt. Lemmon Survey |
| 305719 -               | 2009 CF14                | 2 febbraio 2009  | Mt. Lemmon Survey |
| 305720 -               | 2009 CM20                | 1º febbraio 2009 | Spacewatch        |
| 305721 -               | 2009 CH26                | 1º febbraio 2009 | Spacewatch        |
| 305722 -               | 2009 CS28                | 1º febbraio 2009 | Spacewatch        |
| 305723 -               | 2009 CT28                | 1º febbraio 2009 | Spacewatch        |
| 305724 -               | 2009 CX28                | 1º febbraio 2009 | Spacewatch        |
| 305725 -               | 2009 CD33                | 1º febbraio 2009 | Spacewatch        |
| 305726 -               | 2009 CK33                | 1º febbraio 2009 | Spacewatch        |
| 305727 -               | 2009 CF37                | 4 febbraio 2009  | CSS               |
| 305728 -               | 2009 CD38                | 15 febbraio 2009 | Kugel, F.         |
| 305729 -               | 2009 CM38                | 13 febbraio 2009 | Spacewatch        |
| 305730 -               | 2009 CW38                | 13 febbraio 2009 | Spacewatch        |
| 305731 -               | 2009 CM39                | 14 febbraio 2009 | Spacewatch        |
| 305732 -               | 2009 CM42                | 13 febbraio 2009 | Spacewatch        |
| 305733 -               | 2009 CU44                | 14 febbraio 2009 | Mt. Lemmon Survey |
| 305734 -               | 2009 CY44                | 14 febbraio 2009 | Mt. Lemmon Survey |
| 305735 -               | 2009 CG46                | 14 febbraio 2009 | Spacewatch        |
| 305736 -               | 2009 CJ47                | 14 febbraio 2009 | Spacewatch        |
| 305737 -               | 2009 CM47                | 14 febbraio 2009 | Spacewatch        |
| 305738 -               | 2009 CC48                | 14 febbraio 2009 | Spacewatch        |
| 305739 -               | 2009 CH55                | 3 novembre 2004  | Spacewatch        |
| 305740 -               | 2009 CC57                | 13 febbraio 2009 | Spacewatch        |
| 305741 -               | 2009 CP57                | 2 febbraio 2009  | CSS               |
| 305742 -               | 2009 CD59                | 5 febbraio 2009  | Mt. Lemmon Survey |
| 305743 -               | 2009 CC62                | 1º febbraio 2009 | Mt. Lemmon Survey |
| 305744 -               | 2009 CE62                | 2 febbraio 2009  | Mt. Lemmon Survey |
| 305745 -               | 2009 CC64                | 2 febbraio 2009  | CSS               |
| 305746 -               | 2009 CT65                | 3 febbraio 2009  | Spacewatch        |
| 305747 -               | 2009 DF2                 | 16 febbraio 2009 | Kugel, F.         |
| 305748 -               | 2009 DS3                 | 16 febbraio 2009 | BATTeRS           |
| 305749 -               | 2009 DF5                 | 20 febbraio 2009 | Hormuth, F.       |
| 305750 -               | 2009 DX6                 | 17 febbraio 2009 | Spacewatch        |
| 305751 -               | 2009 DR7                 | 19 febbraio 2009 | Spacewatch        |
| 305752 -               | 2009 DX7                 | 19 febbraio 2009 | Mt. Lemmon Survey |
| 305753 -               | 2009 DT8                 | 19 febbraio 2009 | Mt. Lemmon Survey |
| 305754 -               | 2009 DS11                | 21 febbraio 2009 | Karge, S.         |
| 305755 -               | 2009 DX11                | 17 febbraio 2009 | LINEAR            |
| 305756 -               | 2009 DW12                | 16 febbraio 2009 | Spacewatch        |
| 305757 -               | 2009 DR15                | 16 febbraio 2009 | OAM               |
| 305758 -               | 2009 DW15                | 16 febbraio 2009 | OAM               |
| 305759 -               | 2009 DC16                | 17 febbraio 2009 | OAM               |
| 305760 -               | 2009 DD17                | 21 febbraio 2009 | OAM               |
| 305761 -               | 2009 DR24                | 21 febbraio 2009 | Spacewatch        |
| 305762 -               | 2009 DU24                | 21 febbraio 2009 | Spacewatch        |
| 305763 -               | 2009 DW30                | 23 febbraio 2009 | Hormuth, F.       |
| 305764 -               | 2009 DE31                | 22 febbraio 2009 | OAM               |
| 305765 -               | 2009 DS32                | 20 febbraio 2009 | Spacewatch        |
| 305766 -               | 2009 DT32                | 20 febbraio 2009 | Spacewatch        |
| 305767 -               | 2009 DG33                | 20 febbraio 2009 | Spacewatch        |
| 305768 -               | 2009 DU37                | 23 febbraio 2009 | Hormuth, F.       |
| 305769 -               | 2009 DH40                | 23 febbraio 2009 | Kugel, F.         |
| 305770 -               | 2009 DZ40                | 16 febbraio 2009 | OAM               |
| 305771 -               | 2009 DS41                | 18 febbraio 2009 | OAM               |
| 305772 -               | 2009 DF42                | 22 febbraio 2009 | OAM               |
| 305773 -               | 2009 DQ42                | 18 febbraio 2009 | OAM               |
| 305774 -               | 2009 DY45                | 23 febbraio 2009 | LINEAR            |
| 305775 -               | 2009 DC46                | 25 febbraio 2009 | Kocher, P.        |
| 305776 Susinnogabriele | 2009 DE46                | 27 febbraio 2009 | Ory, M.           |
| 305777 -               | 2009 DO47                | 29 gennaio 2009  | Mt. Lemmon Survey |
| 305778 -               | 2009 DM49                | 19 febbraio 2009 | Spacewatch        |
| 305779 -               | 2009 DV49                | 19 febbraio 2009 | Spacewatch        |
| 305780 -               | 2009 DW49                | 19 febbraio 2009 | Spacewatch        |
| 305781 -               | 2009 DE50                | 19 febbraio 2009 | Spacewatch        |
| 305782 -               | 2009 DS51                | 22 febbraio 2009 | Spacewatch        |
| 305783 -               | 2009 DZ52                | 22 febbraio 2009 | Spacewatch        |
| 305784 -               | 2009 DL53                | 22 febbraio 2009 | Spacewatch        |
| 305785 -               | 2009 DK56                | 22 febbraio 2009 | Spacewatch        |
| 305786 -               | 2009 DX62                | 22 febbraio 2009 | Spacewatch        |
| 305787 -               | 2009 DU64                | 19 febbraio 2009 | Spacewatch        |
| 305788 -               | 2009 DF70                | 26 febbraio 2009 | CSS               |
| 305789 -               | 2009 DK71                | 18 febbraio 2009 | OAM               |
| 305790 -               | 2009 DG75                | 19 febbraio 2009 | CSS               |
| 305791 -               | 2009 DH75                | 19 febbraio 2009 | CSS               |
| 305792 -               | 2009 DV75                | 21 febbraio 2009 | Mt. Lemmon Survey |
| 305793 -               | 2009 DA76                | 21 febbraio 2009 | Mt. Lemmon Survey |
| 305794 -               | 2009 DW81                | 24 febbraio 2009 | Spacewatch        |
| 305795 -               | 2009 DK82                | 24 febbraio 2009 | Spacewatch        |
| 305796 -               | 2009 DP84                | 26 febbraio 2009 | Spacewatch        |
| 305797 -               | 2009 DU84                | 26 febbraio 2009 | Spacewatch        |
| 305798 -               | 2009 DB86                | 27 febbraio 2009 | Spacewatch        |
| 305799 -               | 2009 DR88                | 22 febbraio 2009 | Spacewatch        |
| 305800 -               | 2009 DW89                | 26 febbraio 2009 | Mt. Lemmon Survey |

## 305801-305900
| Nome     | Designazione provvisoria | Data di scoperta | Scopritore        |
| -------- | ------------------------ | ---------------- | ----------------- |
| 305801 - | 2009 DD90                | 26 febbraio 2009 | Spacewatch        |
| 305802 - | 2009 DH92                | 28 febbraio 2009 | Spacewatch        |
| 305803 - | 2009 DY92                | 28 febbraio 2009 | Mt. Lemmon Survey |
| 305804 - | 2009 DC93                | 28 febbraio 2009 | Mt. Lemmon Survey |
| 305805 - | 2009 DO95                | 25 febbraio 2009 | CSS               |
| 305806 - | 2009 DU95                | 21 ottobre 2007  | Spacewatch        |
| 305807 - | 2009 DB97                | 26 febbraio 2009 | Spacewatch        |
| 305808 - | 2009 DE100               | 26 febbraio 2009 | Spacewatch        |
| 305809 - | 2009 DQ100               | 26 febbraio 2009 | Spacewatch        |
| 305810 - | 2009 DZ101               | 26 febbraio 2009 | Spacewatch        |
| 305811 - | 2009 DH105               | 26 febbraio 2009 | Spacewatch        |
| 305812 - | 2009 DK105               | 26 febbraio 2009 | Spacewatch        |
| 305813 - | 2009 DM105               | 26 febbraio 2009 | Spacewatch        |
| 305814 - | 2009 DS107               | 24 febbraio 2009 | CSS               |
| 305815 - | 2009 DT109               | 19 febbraio 2009 | CSS               |
| 305816 - | 2009 DN113               | 27 febbraio 2009 | Spacewatch        |
| 305817 - | 2009 DV119               | 27 febbraio 2009 | Spacewatch        |
| 305818 - | 2009 DZ120               | 27 febbraio 2009 | Spacewatch        |
| 305819 - | 2009 DM122               | 27 febbraio 2009 | Spacewatch        |
| 305820 - | 2009 DR124               | 19 febbraio 2009 | Spacewatch        |
| 305821 - | 2009 DZ124               | 19 febbraio 2009 | Spacewatch        |
| 305822 - | 2009 DN125               | 19 febbraio 2009 | Spacewatch        |
| 305823 - | 2009 DU126               | 20 febbraio 2009 | Spacewatch        |
| 305824 - | 2009 DA127               | 20 febbraio 2009 | Spacewatch        |
| 305825 - | 2009 DB127               | 20 febbraio 2009 | Spacewatch        |
| 305826 - | 2009 DG127               | 20 febbraio 2009 | Mt. Lemmon Survey |
| 305827 - | 2009 DK128               | 21 febbraio 2009 | Spacewatch        |
| 305828 - | 2009 DM128               | 22 febbraio 2009 | Spacewatch        |
| 305829 - | 2009 DS128               | 24 febbraio 2009 | Spacewatch        |
| 305830 - | 2009 DW128               | 24 febbraio 2009 | Spacewatch        |
| 305831 - | 2009 DN129               | 28 agosto 2006   | Spacewatch        |
| 305832 - | 2009 DD133               | 27 febbraio 2009 | Spacewatch        |
| 305833 - | 2009 DN133               | 27 febbraio 2009 | Spacewatch        |
| 305834 - | 2009 DK136               | 20 febbraio 2009 | Spacewatch        |
| 305835 - | 2009 DE137               | 19 febbraio 2009 | CSS               |
| 305836 - | 2009 DJ137               | 19 febbraio 2009 | Spacewatch        |
| 305837 - | 2009 DV137               | 19 febbraio 2009 | Spacewatch        |
| 305838 - | 2009 DM138               | 20 febbraio 2009 | Spacewatch        |
| 305839 - | 2009 DN138               | 20 febbraio 2009 | Spacewatch        |
| 305840 - | 2009 DT138               | 20 febbraio 2009 | Spacewatch        |
| 305841 - | 2009 DJ139               | 27 febbraio 2009 | Mt. Lemmon Survey |
| 305842 - | 2009 DY142               | 27 febbraio 2009 | Spacewatch        |
| 305843 - | 2009 EB                  | 1º marzo 2009    | Lowe, A.          |
| 305844 - | 2009 EQ1                 | 2 marzo 2009     | Calvin College    |
| 305845 - | 2009 EK3                 | 15 marzo 2009    | Hug, G.           |
| 305846 - | 2009 EW3                 | 15 marzo 2009    | OAM               |
| 305847 - | 2009 EJ4                 | 15 marzo 2009    | OAM               |
| 305848 - | 2009 EM4                 | 15 marzo 2009    | OAM               |
| 305849 - | 2009 EW4                 | 15 marzo 2009    | OAM               |
| 305850 - | 2009 EO5                 | 1º marzo 2009    | Mt. Lemmon Survey |
| 305851 - | 2009 EB6                 | 1º marzo 2009    | Spacewatch        |
| 305852 - | 2009 EE7                 | 2 marzo 2009     | Mt. Lemmon Survey |
| 305853 - | 2009 EV9                 | 1º marzo 2009    | Spacewatch        |
| 305854 - | 2009 EM10                | 1º marzo 2009    | Spacewatch        |
| 305855 - | 2009 EB11                | 2 marzo 2009     | Spacewatch        |
| 305856 - | 2009 ED13                | 15 marzo 2009    | Spacewatch        |
| 305857 - | 2009 EA16                | 15 marzo 2009    | Spacewatch        |
| 305858 - | 2009 EY16                | 15 marzo 2009    | Spacewatch        |
| 305859 - | 2009 EG18                | 15 marzo 2009    | Spacewatch        |
| 305860 - | 2009 EB20                | 15 marzo 2009    | OAM               |
| 305861 - | 2009 EL24                | 2 marzo 2009     | Spacewatch        |
| 305862 - | 2009 EV24                | 3 marzo 2009     | Spacewatch        |
| 305863 - | 2009 EO25                | 3 marzo 2009     | Mt. Lemmon Survey |
| 305864 - | 2009 ER25                | 7 marzo 2009     | Mt. Lemmon Survey |
| 305865 - | 2009 EW25                | 7 marzo 2009     | Mt. Lemmon Survey |
| 305866 - | 2009 EZ28                | 1º marzo 2009    | Spacewatch        |
| 305867 - | 2009 EC29                | 1º marzo 2009    | Spacewatch        |
| 305868 - | 2009 EE29                | 1º marzo 2009    | Mt. Lemmon Survey |
| 305869 - | 2009 EO30                | 7 marzo 2009     | Mt. Lemmon Survey |
| 305870 - | 2009 EQ30                | 15 marzo 2009    | Spacewatch        |
| 305871 - | 2009 FF1                 | 17 marzo 2009    | Hug, G.           |
| 305872 - | 2009 FO2                 | 18 marzo 2009    | Lowe, A.          |
| 305873 - | 2009 FP2                 | 19 marzo 2009    | Lowe, A.          |
| 305874 - | 2009 FW2                 | 18 marzo 2009    | Kugel, F.         |
| 305875 - | 2009 FN3                 | 17 marzo 2009    | Kugel, F.         |
| 305876 - | 2009 FB9                 | 16 marzo 2009    | Mt. Lemmon Survey |
| 305877 - | 2009 FK9                 | 16 marzo 2009    | Mt. Lemmon Survey |
| 305878 - | 2009 FN10                | 18 marzo 2009    | Mt. Lemmon Survey |
| 305879 - | 2009 FA12                | 17 marzo 2009    | Spacewatch        |
| 305880 - | 2009 FS15                | 17 marzo 2009    | Spacewatch        |
| 305881 - | 2009 FX16                | 19 marzo 2009    | Mt. Lemmon Survey |
| 305882 - | 2009 FC17                | 20 marzo 2009    | Hug, G.           |
| 305883 - | 2009 FJ17                | 16 marzo 2009    | OAM               |
| 305884 - | 2009 FM17                | 17 marzo 2009    | OAM               |
| 305885 - | 2009 FV17                | 18 marzo 2009    | OAM               |
| 305886 - | 2009 FQ18                | 19 marzo 2009    | OAM               |
| 305887 - | 2009 FK19                | 20 marzo 2009    | Teamo, N.         |
| 305888 - | 2009 FW19                | 21 marzo 2009    | Kugel, F.         |
| 305889 - | 2009 FA21                | 19 marzo 2009    | Spacewatch        |
| 305890 - | 2009 FL21                | 19 marzo 2009    | Mt. Lemmon Survey |
| 305891 - | 2009 FW22                | 19 marzo 2009    | Spacewatch        |
| 305892 - | 2009 FO24                | 20 marzo 2009    | OAM               |
| 305893 - | 2009 FR24                | 21 marzo 2009    | OAM               |
| 305894 - | 2009 FM26                | 17 marzo 2009    | Spacewatch        |
| 305895 - | 2009 FH29                | 22 marzo 2009    | CSS               |
| 305896 - | 2009 FN29                | 22 marzo 2009    | Mt. Lemmon Survey |
| 305897 - | 2009 FB31                | 24 marzo 2009    | LINEAR            |
| 305898 - | 2009 FG31                | 24 marzo 2009    | OAM               |
| 305899 - | 2009 FO31                | 28 marzo 2009    | Lowe, A.          |
| 305900 - | 2009 FP34                | 24 marzo 2009    | Mt. Lemmon Survey |

## 305901-306000
| Nome              | Designazione provvisoria | Data di scoperta | Scopritore             |
| ----------------- | ------------------------ | ---------------- | ---------------------- |
| 305901 -          | 2009 FQ34                | 24 marzo 2009    | Mt. Lemmon Survey      |
| 305902 -          | 2009 FS37                | 24 marzo 2009    | Mt. Lemmon Survey      |
| 305903 -          | 2009 FQ38                | 16 marzo 2009    | OAM                    |
| 305904 -          | 2009 FN39                | 26 marzo 2009    | Spacewatch             |
| 305905 -          | 2009 FS41                | 26 marzo 2009    | Mt. Lemmon Survey      |
| 305906 -          | 2009 FJ42                | 28 marzo 2009    | Spacewatch             |
| 305907 -          | 2009 FY44                | 25 marzo 2009    | Mt. Lemmon Survey      |
| 305908 -          | 2009 FQ45                | 21 marzo 2009    | Mt. Lemmon Survey      |
| 305909 -          | 2009 FB47                | 27 marzo 2009    | Spacewatch             |
| 305910 -          | 2009 FB50                | 27 marzo 2009    | CSS                    |
| 305911 -          | 2009 FU52                | 29 marzo 2009    | Spacewatch             |
| 305912 -          | 2009 FH55                | 31 marzo 2009    | Mt. Lemmon Survey      |
| 305913 -          | 2009 FM57                | 31 marzo 2009    | Spacewatch             |
| 305914 -          | 2009 FQ57                | 28 marzo 2009    | Spacewatch             |
| 305915 -          | 2009 FB58                | 19 marzo 2009    | Mt. Lemmon Survey      |
| 305916 -          | 2009 FJ60                | 17 marzo 2009    | Spacewatch             |
| 305917 -          | 2009 FK61                | 21 marzo 2009    | Mt. Lemmon Survey      |
| 305918 -          | 2009 FU61                | 18 marzo 2009    | Mt. Lemmon Survey      |
| 305919 -          | 2009 FW61                | 18 marzo 2009    | Spacewatch             |
| 305920 -          | 2009 FJ62                | 22 marzo 2009    | Mt. Lemmon Survey      |
| 305921 -          | 2009 FP62                | 24 marzo 2009    | Mt. Lemmon Survey      |
| 305922 -          | 2009 FJ63                | 28 marzo 2009    | Spacewatch             |
| 305923 -          | 2009 FQ63                | 29 marzo 2009    | Spacewatch             |
| 305924 -          | 2009 FN64                | 31 marzo 2009    | Mt. Lemmon Survey      |
| 305925 -          | 2009 FD67                | 18 marzo 2009    | Spacewatch             |
| 305926 -          | 2009 FJ68                | 31 marzo 2009    | Spacewatch             |
| 305927 -          | 2009 FA70                | 18 marzo 2009    | Mt. Lemmon Survey      |
| 305928 -          | 2009 FH71                | 31 marzo 2009    | CSS                    |
| 305929 -          | 2009 FL71                | 31 marzo 2009    | Mt. Lemmon Survey      |
| 305930 -          | 2009 FO72                | 18 marzo 2009    | CSS                    |
| 305931 -          | 2009 FE73                | 21 marzo 2009    | Spacewatch             |
| 305932 -          | 2009 FV73                | 28 marzo 2009    | Spacewatch             |
| 305933 -          | 2009 FK76                | 26 marzo 2009    | Spacewatch             |
| 305934 -          | 2009 FX76                | 16 marzo 2009    | Spacewatch             |
| 305935 -          | 2009 GT                  | 6 aprile 2009    | Teamo, N.              |
| 305936 -          | 2009 GF3                 | 13 aprile 2009   | OAM                    |
| 305937 -          | 2009 GK3                 | 15 aprile 2009   | Siding Spring Survey   |
| 305938 -          | 2009 GZ5                 | 1º aprile 2009   | Spacewatch             |
| 305939 -          | 2009 HM                  | 18 aprile 2009   | Tozzi, F.              |
| 305940 -          | 2009 HT                  | 16 aprile 2009   | CSS                    |
| 305941 -          | 2009 HC2                 | 17 aprile 2009   | CSS                    |
| 305942 -          | 2009 HE13                | 17 aprile 2009   | CSS                    |
| 305943 -          | 2009 HK13                | 17 aprile 2009   | Spacewatch             |
| 305944 -          | 2009 HA14                | 17 aprile 2009   | Spacewatch             |
| 305945 -          | 2009 HX16                | 18 aprile 2009   | Spacewatch             |
| 305946 -          | 2009 HJ17                | 18 aprile 2009   | Spacewatch             |
| 305947 -          | 2009 HH18                | 18 aprile 2009   | Mt. Lemmon Survey      |
| 305948 -          | 2009 HL18                | 18 aprile 2009   | CSS                    |
| 305949 -          | 2009 HT21                | 16 aprile 2009   | CSS                    |
| 305950 -          | 2009 HL24                | 17 aprile 2009   | Spacewatch             |
| 305951 -          | 2009 HG26                | 18 aprile 2009   | Spacewatch             |
| 305952 -          | 2009 HU30                | 19 aprile 2009   | Spacewatch             |
| 305953 Josiedubey | 2009 HV36                | 20 aprile 2009   | Falla, N.              |
| 305954 -          | 2009 HQ39                | 18 aprile 2009   | Spacewatch             |
| 305955 -          | 2009 HY40                | 20 aprile 2009   | Spacewatch             |
| 305956 -          | 2009 HJ43                | 20 aprile 2009   | Spacewatch             |
| 305957 -          | 2009 HK43                | 20 aprile 2009   | Spacewatch             |
| 305958 -          | 2009 HE45                | 21 aprile 2009   | OAM                    |
| 305959 -          | 2009 HH45                | 21 aprile 2009   | OAM                    |
| 305960 -          | 2009 HT45                | 21 aprile 2009   | OAM                    |
| 305961 -          | 2009 HZ46                | 17 aprile 2009   | Spacewatch             |
| 305962 -          | 2009 HG50                | 21 aprile 2009   | Spacewatch             |
| 305963 -          | 2009 HS53                | 20 aprile 2009   | Spacewatch             |
| 305964 -          | 2009 HG55                | 21 aprile 2009   | Mt. Lemmon Survey      |
| 305965 -          | 2009 HJ57                | 22 aprile 2009   | OAM                    |
| 305966 -          | 2009 HR58                | 23 aprile 2009   | Hobart, J.             |
| 305967 -          | 2009 HR60                | 19 aprile 2009   | Mt. Lemmon Survey      |
| 305968 -          | 2009 HF69                | 22 aprile 2009   | Mt. Lemmon Survey      |
| 305969 -          | 2009 HD70                | 22 aprile 2009   | Mt. Lemmon Survey      |
| 305970 -          | 2009 HN71                | 22 aprile 2009   | Mt. Lemmon Survey      |
| 305971 -          | 2009 HM75                | 28 aprile 2009   | CSS                    |
| 305972 -          | 2009 HG76                | 24 aprile 2009   | Mt. Lemmon Survey      |
| 305973 -          | 2009 HH80                | 15 marzo 2009    | Spacewatch             |
| 305974 -          | 2009 HS85                | 29 aprile 2009   | Spacewatch             |
| 305975 -          | 2009 HZ85                | 29 aprile 2009   | Spacewatch             |
| 305976 -          | 2009 HB89                | 24 aprile 2009   | Cerro Burek            |
| 305977 -          | 2009 HK96                | 22 aprile 2009   | Mt. Lemmon Survey      |
| 305978 -          | 2009 HL99                | 21 aprile 2009   | Mt. Lemmon Survey      |
| 305979 -          | 2009 HJ100               | 27 aprile 2009   | PMO NEO Survey Program |
| 305980 -          | 2009 HV101               | 18 aprile 2009   | Spacewatch             |
| 305981 -          | 2009 HC103               | 17 aprile 2009   | Spacewatch             |
| 305982 -          | 2009 HM103               | 18 aprile 2009   | Mt. Lemmon Survey      |
| 305983 -          | 2009 HF104               | 22 aprile 2009   | Spacewatch             |
| 305984 -          | 2009 HN104               | 28 aprile 2009   | Spacewatch             |
| 305985 -          | 2009 HB105               | 19 aprile 2009   | Spacewatch             |
| 305986 -          | 2009 HF105               | 20 aprile 2009   | Mt. Lemmon Survey      |
| 305987 -          | 2009 JD3                 | 13 maggio 2009   | Spacewatch             |
| 305988 -          | 2009 JN4                 | 12 maggio 2009   | CSS                    |
| 305989 -          | 2009 JK6                 | 13 maggio 2009   | Spacewatch             |
| 305990 -          | 2009 JR8                 | 13 maggio 2009   | Spacewatch             |
| 305991 -          | 2009 JY8                 | 13 maggio 2009   | Spacewatch             |
| 305992 -          | 2009 JN12                | 15 maggio 2009   | OAM                    |
| 305993 -          | 2009 KJ3                 | 24 maggio 2009   | OAM                    |
| 305994 -          | 2009 KG7                 | 18 maggio 2009   | OAM                    |
| 305995 -          | 2009 KP12                | 25 maggio 2009   | Spacewatch             |
| 305996 -          | 2009 KB14                | 26 maggio 2009   | Spacewatch             |
| 305997 -          | 2009 KX15                | 26 maggio 2009   | Spacewatch             |
| 305998 -          | 2009 KH17                | 26 maggio 2009   | Spacewatch             |
| 305999 -          | 2009 SH362               | 6 giugno 2005    | Siding Spring Survey   |
| 306000 -          | 2009 TS21                | 27 maggio 2004   | Spacewatch             |